# Portugiesisches Fort von Qeschm

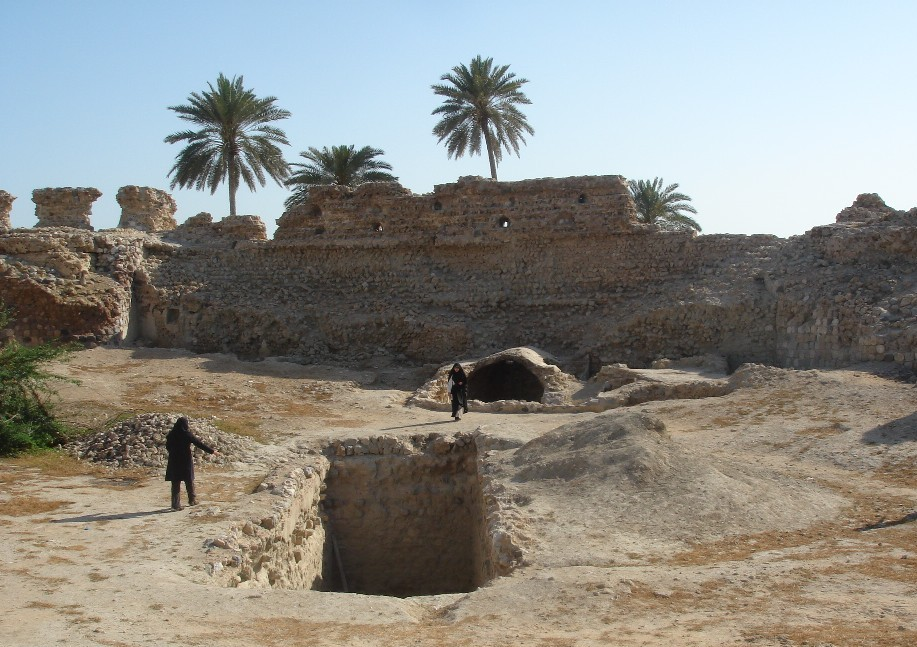
Ruinen des portugiesischen Forts auf Qeschm

Das Portugiesische Fort von Qeschm (persisch قلعه پرتغاليهاى قشم Ghal'eh-ye Portoghāli-hā-ye Gheschm; portugiesisch Forte de Queixome) war ein Fort auf der Insel Qeschm in der Straße von Hormus. Es wurde 1621 unter Ruy Freire de Andrade
(† 1633) zur Unterstützung der wirtschaftlichen Handlungen Portugals in dem Gebiet, vor allem aber auch auf der benachbarten Insel Hormus erbaut. Seine Ruinen sind ein wichtiges Zeugnis der portugiesischen Präsenz im Persischen Golf während des 16. und 17. Jahrhunderts. Zwei Schutzwälle und zwei Türme des Forts sind heute noch zu sehen. Im Inneren der Ruine befinden sich mehrere alte Kanonen.

## Vorgeschichte
Ab 1301 war Qeschm ein bedeutendes Schutzgebiet des Königreichs von Hormus, das die Insel Hormus mit Trinkwasser versorgte, und ab 1417 wurde es zu dessen wichtigstem Handelszentrum.
1507 wurden einige Inseln im Persischen Golf, darunter Hormus und Qeschm, durch die Portugiesen unter Afonso de Albuquerque und Vasco da Gama erobert. Zu dieser Zeit befand sich Persien unter der Herrschaft der Safawiden (1501–1722). 1621 errichteten die Portugiesen auf der Insel ein Fort, das in den folgenden 200 Jahren mehrfach in unterschiedliche Hände fiel, bis die Insel 1807 durch Scheich Soltan Sadr endgültig zurückerobert wurde.

## Das Fort
Im Januar 1619 verließ Ruy Freire de Andrade Lissabon, um die Engländer zu vertreiben, die 1619 eine Handelsniederlassung in Bandar-e Dschask am Eingang zur Straße von Hormus errichtet hatten, und um die Perser gleichzeitig unter Druck zu setzen. Im Mai 1621 landeten 2.000 portugiesische Soldaten gemeinsam mit Truppen aus Hormus auf der Insel und errichteten dort innerhalb der folgenden fünfeinhalb Monate ein mächtiges Fort.
Ab Winter 1621/22 blockierte der Schiraser Emam-qoli Khan neun Monate lang die portugiesische Garnison auf Qeschm. Mit Ankunft eines Geschwaders der britischen East India Company 1621 in Bandar-e Dschask, das eine Seidenlieferung für den Export abholte, gelang es Emam-qoli Khan jedoch, Partner für die Vertreibung der Portugiesen zu gewinnen. (Die Engländer hatten bereits im Dezember 1620 ein portugiesisches Geschwader unter Ruy Freire im Seegefecht bei Dschask besiegt.) Im Gegenzug dazu gewährte er den Engländern erweiterte Handelsprivilegien und die Kontrolle über das Fort auf Hormus, das allerdings erst noch erobert werden musste.
Nach fruchtlosen Verhandlungen mit Ruy Freire bombardierten die Engländer Anfang Februar 1622 das Fort. Die Garnison kapitulierte, Ruy Freire wurde gefangen genommen und eine persische Streitmacht etablierte sich auf der Insel. (Im April wurde auch das Fort auf Hormus erobert.)
Im Winter 1629/30 erfolgte ein weiterer portugiesischer Angriff auf die Insel und der portugiesische Handel erblühte von Neuem. Der enorme Erfolg der Portugiesen führte dazu, dass die Perser sich bereit erklärten, im Gegenzug zur dauerhaften Nutzung der Insel Zahlungen auf sich zu nehmen.
Der Tod Schah Abbas I., auf den die Hinrichtung Emam-qoli Khans folgte, führte zu einem Ende der Zahlungen. In der Zwischenzeit hatten die Niederländer Schwierigkeiten, ein Handelsabkommen mit den Persern abzuschließen, und so griffen sie 1645 die persische Garnison auf Qeschm an. Obwohl es ihnen nicht gelang, das Fort einzunehmen, gelang es ihnen dennoch, den Schah unter Druck zu setzen, was eine deutliche Verbesserung ihrer Stellung im Handel nach sich zog. Noch bis 1673 setzten die Portugiesen damit fort, Zahlungen für die Nutzung Qeschms einzufordern. Dennoch fiel die Insel den Holländern erneut in die Hände.
1741 ließ Nadir Schah in seinem Kampf gegen Oman das Fort renovieren.
1806 wurde Qeschm erneut von den Omanis angegriffen, die inzwischen Verbündete der Engländer geworden waren. Mollah Hossein, ein lokaler Scheich, wurde trotz eines Abkommens 1807 durch omanische Streitkräfte festgenommen, und das Schiff Alert der East India Company wurde entsandt, um die Insel einzunehmen. In einem Gegenangriff unter Scheich Soltan Saqr gelang es ihm jedoch, das Fort zurückzugewinnen und den britischen Angriff abzuwehren.

## Heute
In den Jahren 1999 und 2000 legten Archäologen unter Ehsan Yaghmayi drei der vier Mauern der Festung frei. Zu den Funden gehörten Porzellan aus China und Glas aus Venedig. 
Am 27. November 2005 erschütterte ein Erdbeben die Insel und zerstörte einen Teil der portugiesischen Festung, bevor die Untersuchungen zu Ende geführt werden konnten.